# Defecțiunea Rusă
Defecțiunea Rusă a reprezentat un context militar și politic apărut la sfârșitul anului 1917 și în prima parte a anului 1918, asociat destrămării armatei ruse pe întregul Front de Răsărit de la Marea Baltică la Marea Neagră și dezagregării acestuia.
Defecțiunea rusă a avut consecințe dintre cele mai grave pentru soarta României, deoarece trupele ruse nu și-au respectat obligațiile asumate prin convenția militară și Regatul României – redus de fapt la Moldova, a fost adus în situația de a nu se putea apăra singur. România a trebuit astfel să facă față presiunilor Puterilor Centrale fără parteneriatul militar al Rusiei.
Defecțiunea rusă s-a asociat cu ieșirea unilaterală a Rusiei Bolșevice din Primul Război Mondial. Convorbirile de pace de la  Brest-Litovsk finalizate cu încheierea armistițiului ruso-german la 22 noiembrie / 5 decembrie 1917 și tratativele similare angajate în 20 noiembrie / 3 decembrie 1917 de către comandantul trupelor ruse din Moldova – generalul Dmitri Șcerbaciov cu feldmareșalul Anton Ludwig August von Mackensen și cu arhiducele Joseph August de Austria, au determinat guvernul de coaliție condus de Ion I.C. Brătianu să semneze cu Puterile Centrale un armistițiu provizoriu la Focșani în 26 noiembrie / 9 decembrie 1917.